# Lonquimay
Lonquimay es un pueblo y comuna de la zona sur de Chile, en la provincia de Malleco, Región de la Araucanía.
Integra junto a las comunas de Angol, Collipulli, Curacautín, Ercilla, Los Sauces, Lumaco, Purén, Renaico, Traiguén y Victoria (de la provincia de Malleco); Galvarino, Lautaro, Melipeuco, Perquenco y Vilcún (de la provincia de Cautín); el distrito electoral n.º 22 que elige a cuatro diputados. Así mismo pertenece a la XI circunscripción senatorial que comprende a la Región de La Araucanía que cuenta con cinco escaños en el Senado.

## Toponimia
«Lonquimay» es una palabra compuesta por el vocablo mapudungún «lonco», que quiere decir «cabeza», y por el quechua «mayu», que significa «río». Según algunas fuentes Lonquimay también significaría «bosque tupido».

## Historia
Fue fundada como fortaleza el 25 de enero de 1897, por el coronel Gregorio Urrutia bajo el nombre de Villa Portales, pasando posteriormente a denominarse Lonquimay.

## Geografía

### Geomorfología
La comuna de Lonquimay se encuentra emplazada en las unidades geomorfológicas de Cordillera andina de retención crionival y Cordillera volcánica activa; se caracteriza por ser una comuna cordillerana y fronteriza de la provincia de Malleco, destaca por las lagunas Galletué e Icalma en las que nace el río Biobío. La comuna se ubica en un valle intra-andino de altura, limitado al poniente por la presencia de grandes volcanes y la cordillera Las Raíces, mientras que al oriente está contenido por la Cordillera de los Andes, la cual es divisoria de aguas y portadora del límite internacional con la Argentina. 

### Clima
El pueblo de Lonquimay Presenta según la clasificación climática de Köppen un clima continental frío (Dfb), mientras que en el resto de la comuna se presentan diferentes climas dependiendo de la altura, como el clima de tundra (ET), clima de tundra de lluvia invernal (ET (s)), clima mediterráneo de lluvia invernal (Csb), clima mediterráneo de lluvia invernal de altura (Csb (h)), clima mediterráneo frío de lluvia invernal (Csc), clima templado lluvioso con leve sequedad estival (Cfb (s)) y clima templado lluvioso frío con leve sequedad estival (Cfc (s)). el pueblo de Lonquimay se caracteriza porque en algunos inviernos la nieve puede alcanzar hasta 3 metros y temperaturas de -25 °C, mientras que en verano las temperaturas son más favorables, presentándose una media estival de aproximadamente 15 °C. Como localidad fronteriza cuenta con dos importantes pasos internacionales: Pino Hachado e Icalma, siendo el primero de ellos parte del futuro Corredor Bioceánico Trasandino.

### Hidrografía
Esta además se halla entre las cuencas hidrográficas de río Biobío, río Imperial y río Toltén. Además, la comuna posee diversos cuerpos de agua, entre los que se destacan el lago Galletué, laguna Carinancagua de Los Potros, laguna Chica de Nalcas, laguna Chico de Icalma, laguna Curinancagua de Dos Aguas, lago Icalma, laguna Entrerrosa, laguna Escondida, laguna Grande de Nalcas, laguna Jara, laguna Malal, laguna María Jesús, laguna Marinanqui, laguna Puesto Care, laguna San Pedro, laguna Verde y lagunas Mellizas; y río Biobío, río Cayunco, río Gualyepulli, río Las Mellizas, río Liucura, río Llanquén, río Lolco, río Lolen, río Lonquimay, río Mallín Chileno, río Mitrauquen, río Nalcas, río Naranjo o Portales, río Nirreco, río Pacunto, río Paule, río Pedregoso, río Pehuenco, río Pichipehuenco, río Pichirucanuco, río Piedra Colorada, río Pino Hachado, río Pino Solo, río Pulul, río Punta Negra, río Quillen, río Quinquen, río Rahue, río Ranquil, río Rucanuco, río Tralihue, río Trufquenilahue o Miraflores, río Tuetue, río Tupuyuntue y río Zanueco.

## Medio ambiente

Trazado simplificado de los ecosistemas y cuerpos de agua presentes en la comuna de Lonquimay.

### Componentes bióticos
Dentro del territorio de la comuna se pueden hallar los siguientes ecosistemas:
- Bosque caducifolio mediterráneo-templado andino donde predominan Nothofagus pumilio y Nothofagus obliqua (Vulnerable)
- Bosque caducifolio templado andino donde predominan Nothofagus alpina y Dasyphyllum diacanthoides (En peligro)
- Bosque caducifolio templado andino donde predominan Nothofagus pumilio y Araucaria araucana (Vulnerable)
- Bosque caducifolio templado andino donde predominan Nothofagus pumilio y Azara alpina (Vulnerable)
- Bosque resinoso mediterráneo-templado andino donde predominan Araucaria araucana y Festuca scabriuscula (Vulnerable)
- Bosque resinoso templado andino donde predominan Araucaria araucana y Nothofagus dombeyi (Vulnerable)
- Matorral bajo templado andino donde predominan Adesmia longipes y Senecio bipontinii (Vulnerable)
- Matorral bajo templado andino donde predominan Discaria chacaye y Berberis empetrifolia (Vulnerable)
- Zonas geográficas inhóspitas sin vegetación (Sin información)

### Biogeografía
Al topar los vientos húmedos provenientes del Pacífico los cordones occidentales citados, precipitan buena parte de su contenido hídrico en ellos, a expensas de las de este valle. Esta característica, sumada a que la altitud es desfavorable para el ecosistema forestal, a lo que se agrega el hecho de que los pasos andinos de Codihue —2170 m s. n. m.—, Pino Hachado —1884 m s. n. m.—, e Icalma —1298 m s. n. m.—, han servido como corredores flori-faunísticos entre ambas laderas andinas, ha producido que sea posible encontrar aquí ciertas especies o subespecies de animales y plantas características de la Patagonia, algunas de ellas sólo presentes aquí en territorio chileno, mientras que otras vuelven a reaparecer en las pampas orientales de las regiones de Aysén y Magallanes. 

### Medidas de protección ambiental y conflictos socioambientales
Hasta 2022, la comuna de Lonquimay cuenta con las siguientes zonas que poseen algún nivel de protección ambiental:
- ADI Alto del Bio-Bío (Sitios ERB)[14]
- Araucarias (Reserva Biósfera)[15]
- Fundo Villucura (Sitios ERB)[16]
- Parque Nacional Conguillío (Parque Nacional)[17]
- Reserva Forestal Alto Biobío (Reserva Forestal)[18]
- Reserva Forestal China Muerta (Reserva Forestal)[19]
- Reserva Forestal Malalcahuello (Reserva Forestal)[20]
- Reserva Forestal Nalcas (Reserva Forestal)[21]

## Demografía

### Índice de Desarrollo Humano
El Índice de Desarrollo Humano correspondiente a la comuna es de 0.618. Sin embargo un dato más decidor es el IDH por zona de residencia y pertenencia étnica; Así, para el sector rural indígena, la región de la Araucanía tiene un valor de 0.549. Desglosado para este mismo grupo por dimensión, en educación el IDH es de 0.611, en ingreso de 0.421 y en salud de 0.614. Siendo éstos valores bajísimos comparados con los sectores urbanos- no indígenas e indígena-urbano.

### Ciudad de Lonquimay

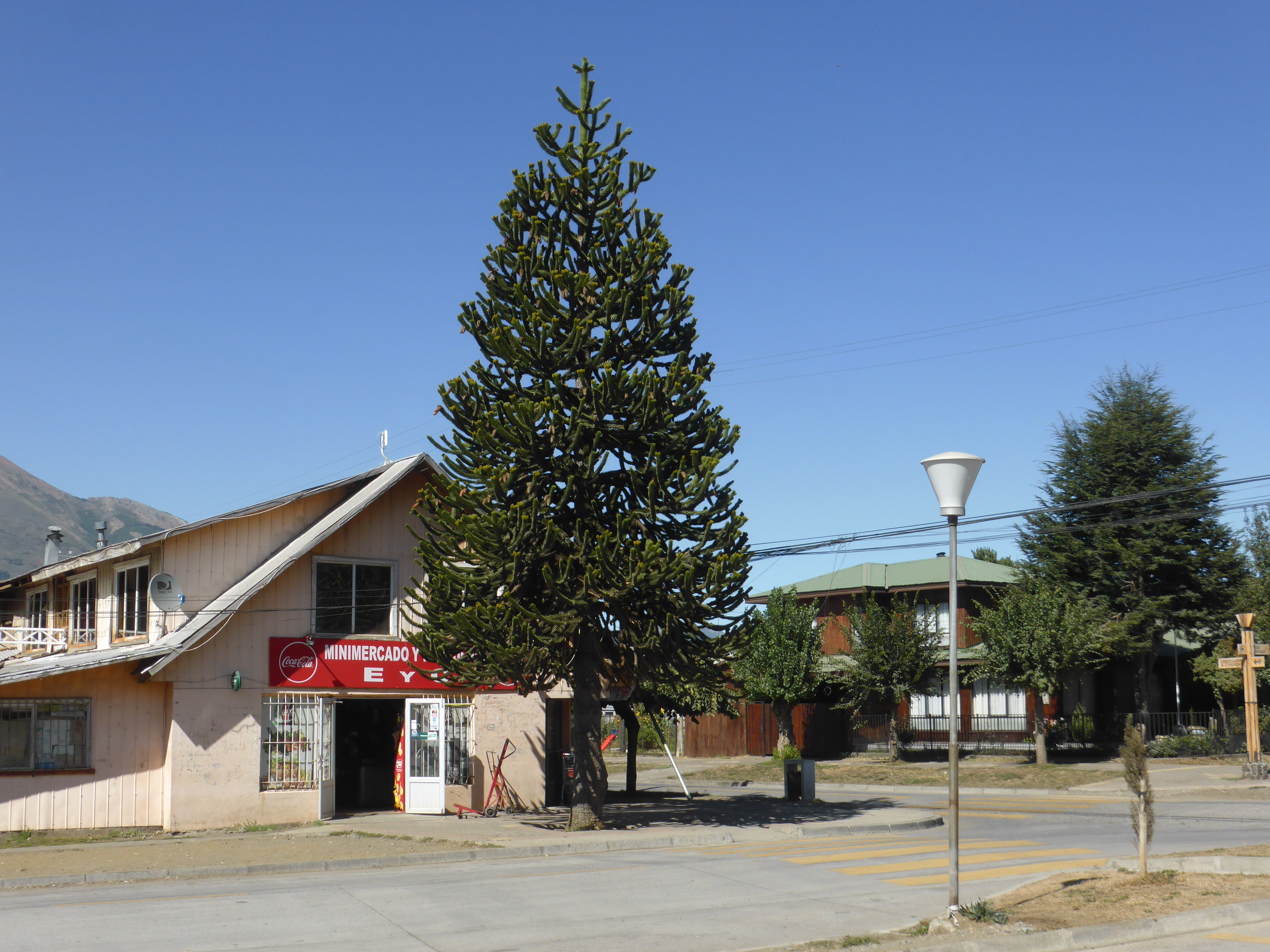
Calle Portales en la localidad de Lonquimay.

La ciudad de Lonquimay es la cabecera de esta área cordillerana. El trazado de su Plaza de Armas, formado por calles elípticas le dan una especial y atractiva fisonomía 
La población de Lonquimay asciende a 10.237 habitantes, de los cuales un 66% se ubica en localidades rurales. Según los datos del CENSO 2002, un 44% de la población se auto define mapuche, esto correspondería básicamente a población de origen pehuenche. Con respecto a la situación socioeconómica de la comuna, ésta posee un 53% de habitantes en condición de pobreza. También se presentan altos niveles de desocupación (11%), es importante destacar que la comuna prácticamente carece de industrias que generen empleo permanente.

### Población pehuenche
La situación de la población pehuenche en la comuna es bastante precaria, se basa principalmente en una economía de subsistencia La recolección del piñón es la principal actividad económica del pueblo pehuenche, de él deriva su nombre (gente del pehuén), estos forman parte básica de la alimentación de las familias, las cuales almacenan el fruto por toda la temporada. El piñón es además una fuente de ingreso, este es vendido a bajísimos precios a comerciantes que los destina a la venta en las ciudades. Con respecto a la cría de animales, no podemos decir que exista una actividad ganadera propiamente tal. Los animales son destinados al consumo familiar y en algunos casos se destinan a la venta.La actividad agrícola en el sector de Lonquimay es escasa, las condiciones del clima y del terreno no permiten tener una agricultura extensiva, algunas familias poseen pequeños cultivos de hortalizas en invernaderos, y de alfalfa para la alimentación del ganado. Es común que familias realizan venta de la leña, en caso de tener algún excedente de ésta.

## Administración

### Municipalidad

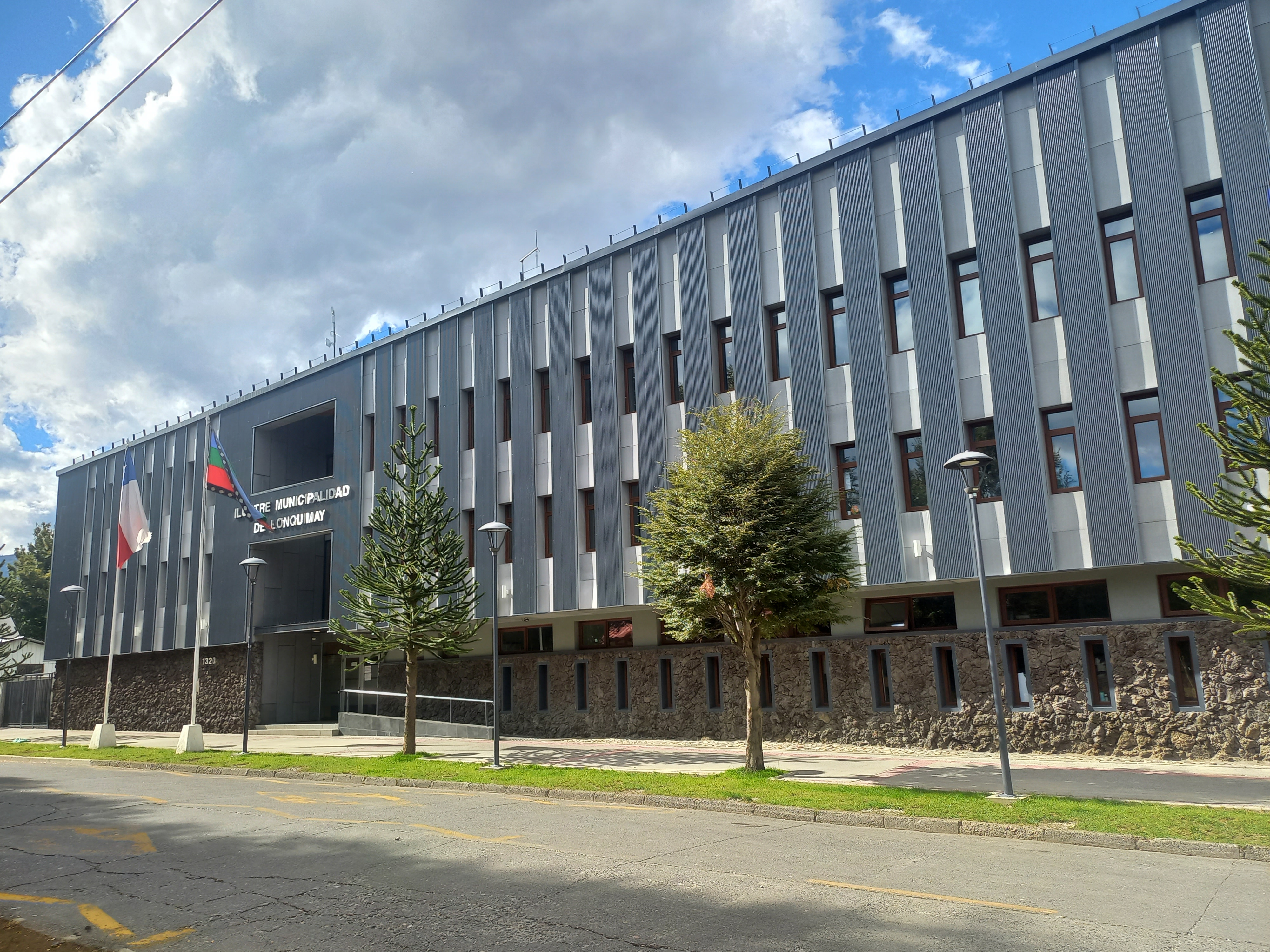
Edificio consistorial de la comuna de Lonquimay.

La Ilustre Municipalidad de Lonquimay es dirigida por Eduardo Yáñez Rivas (Ind./Evopoli), quien es asesorado por el concejo municipal, compuesto por los concejales:
- Jorge Cerda Figueroa (Ind./UDI)
- Guido Barría Oyarzún (Ind./UDI)
- Evaristo Curical Ñanco (Ind./PL)
- Juan Gastón Fuentes Cid (Ind./RN)
- Anicia Soto Curical (Ind./DEM)
- Pablo Labrin Labrin (PS)

### Representación parlamentaria
Antes del fin del sistema binominal, integró junto con las comunas de Curacautín, Galvarino, Lautaro, Melipeuco, Perquenco, Victoria y Vilcún el distrito electoral n.º 49 y perteneció a la 14.ª circunscripción senatorial Araucanía Norte. En la nueva división electoral, aprobada en 2015, integra junto a las comunas de Galvarino, Lautaro, Melipeuco, Perquenco, Vilcún (de la provincia de Cautín) y las restantes 11 comunas de la provincia de Malleco el distrito n.º 22, que elige a 4 diputados y es parte de la 11.ª circunscripción que comprende a la Región de La Araucanía, con 5 escaños en el senado.

## Economía

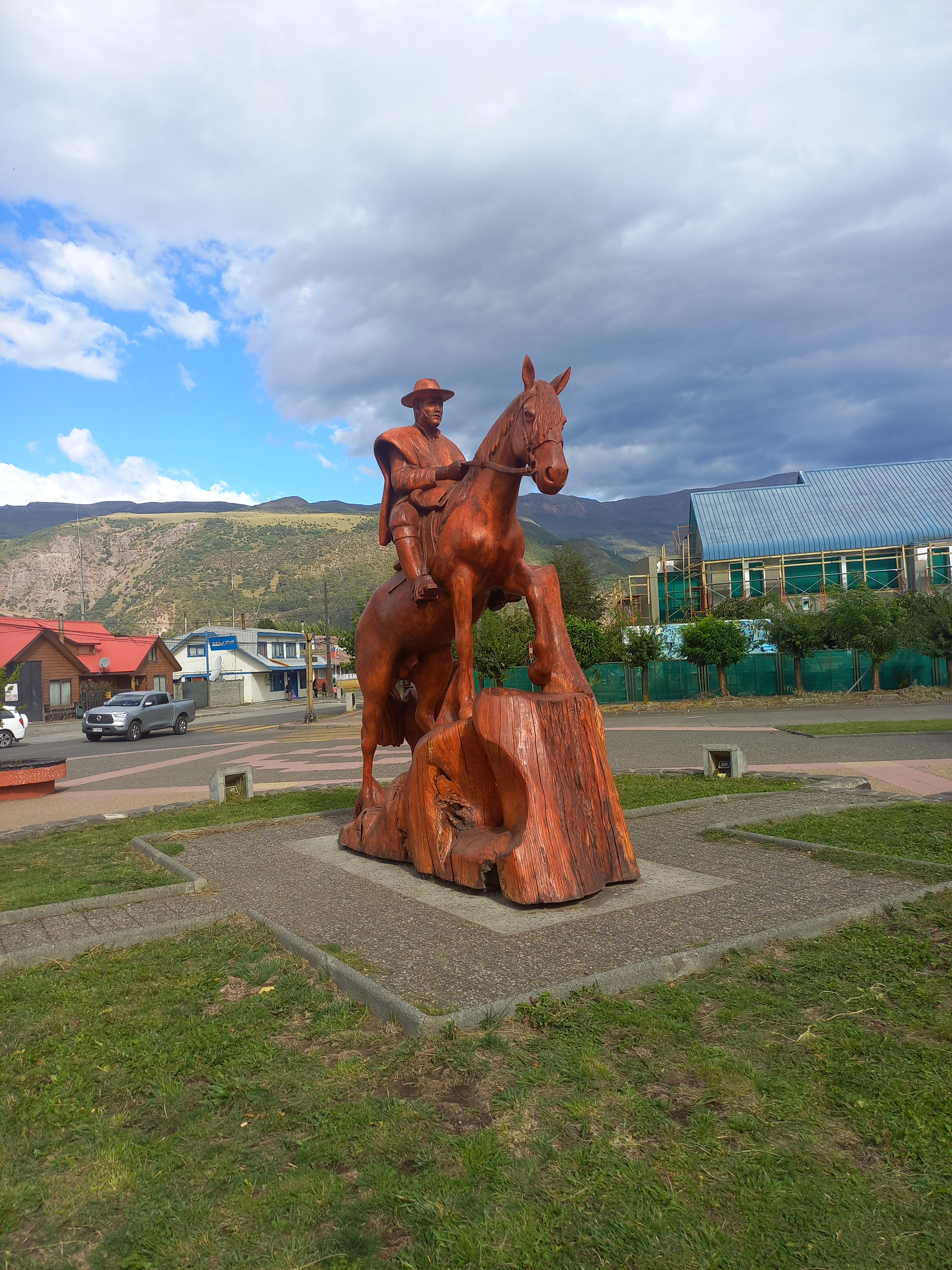
Estatua en honor al arriero en la plaza principal de la comuna.

La zona basa su actividad económica en el rubro forestal y en la ganadería, donde la crianza de ovinos, caprinos y vacunos ocupa un porcentaje preferencial. En el último tiempo ha surgido con mayor fuerza la actividad turística, teniendo en consideración las bellezas naturales de la comuna.
En 2018, la cantidad de empresas registradas en Lonquimay fue de 75. El Índice de Complejidad Económica (ECI) en el mismo año fue de -0,49, mientras que las actividades económicas con mayor índice de Ventaja Comparativa Revelada (RCA) fueron Barrido de Exteriores (3766,35), Residenciales (252,56) y Comercio al por Menor de Productos de Vidrio (65,42).

### Turismo
Desde el año 2011 Lonquimay cuenta con un centro de esquí a pocos kilómetros del centro de la ciudad llamado Geopark Los Arenales. Cuenta con un andarivel de arrastre que comprende el snowpark y mucho terreno para hacer «fuera de pista» y powder. Aunque actualmente este centro de esquí, no se encuentra operativo por falta de recursos.

## Cultura
Lonquimay posee una diversidad humana y territorial única, en la cual convergen significados propios de la tradición pehuenche y del mundo de los colonos nacionales y extranjeros, quienes han sido protagonistas de diversos y continuos procesos históricos y socioculturales. Esto ha quedado plasmado en distintos elementos de valor patrimonial, algunos de los cuales son reconocidos a nivel nacional.
Lonquimay cuenta con dos Complejos Religioso y Ceremoniales, denominados como Monumentos Históricos el año 2004, estos son de Mitrauquén Alto (incluye Cementerio - Eltuwe y Nguillatuwe) y de Icalma (Cementerio - Eltuwe y Nguillatuwe). Además desde el Ministerio de las Culturas, las Artes y el Patrimonio se reconoce al parque comunitario pewenche, ubicado dentro de la comunidad indígena de Quinquén, como un importante componente cultural de la comuna, colindante con el lago Galletué, con casi 10 mil hectáreas de bosques de araucarias y que representa una iniciativa de desarrollo turístico para la conservación de la biodiversidad.
En el radio urbano de Lonquimay, se encuentran varios espacios culturales importantes; entre estos están la biblioteca, utilizada para reuniones, acceso a internet, capacitaciones y préstamo de libros, es frecuentada por funcionarios públicos y jóvenes, bajo la administración de la Municipalidad de Lonquimay. La Casa de la Cultura, que acoge reuniones, encuentros artísticos, actividades deportivas y comidas comunitarias, sirve a funcionarios públicos y miembros de la comunidad. La plaza ciudadana y el gimnasio municipal ofrecen espacios para presentaciones artísticas, encuentros comunales, proyecciones de películas y ferias, atendiendo a la comunidad en general. El parque Avutardas es conocido por sus ferias y fiestas tradicionales. Por último, la Escuela de Artes y Oficios alberga talleres artísticos y culturales y oficinas de la Unidad de Cultura y del Equipo Servicio País, beneficiando a toda la comunidad. Todos estos espacios son gestionados por la Municipalidad de Lonquimay.

## Transporte

### Vías de acceso

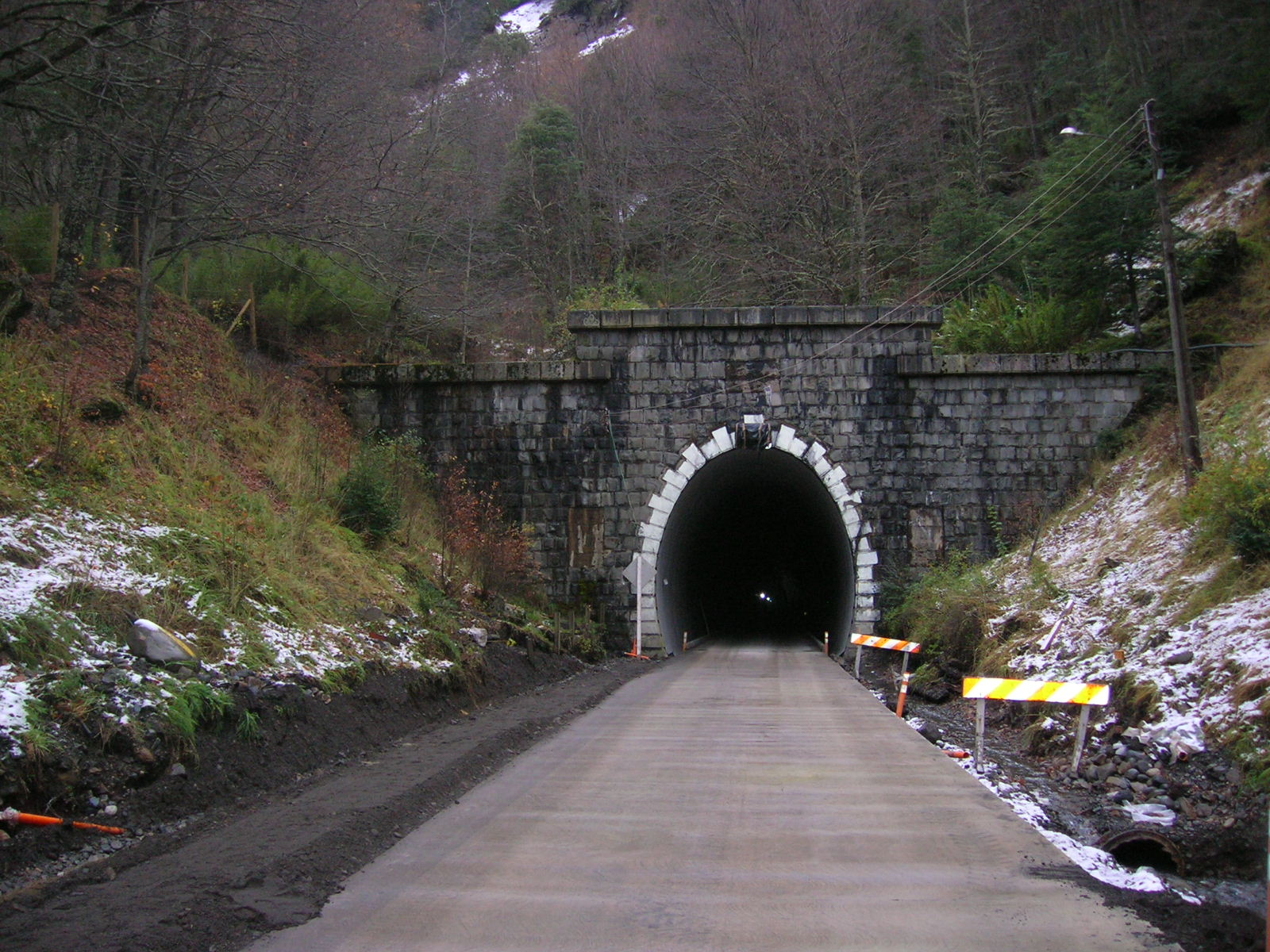
Túnel Las Raíces.

Lonquimay se ubica a 156 km de Temuco, por la ruta Lautaro-Curacautín y a 186 km por el camino Victoria-Curacautín (Ruta CH-181). Ambos trayectos se encuentran totalmente pavimentados hasta Lonquimay. En la vía que une Lonquimay y Curacautín se encuentra el túnel Las Raíces, de 4.528 metros de longitud construido entre 1930 y 1938, que fue el más largo de Latinoamérica entre 1940 y 2006.

## Medios de comunicación

### Radioemisoras
- 98.1 MHz -  Radio Colección
- 100.9 MHz - Radio Mirador
- 101.5 MHz - Radio Bío-Bío

### Televisión
- 5.1 - Chilevisión
- 5.2 - UChile TV
- 11.1 - TVN
- 11.2 -  NTV
- 13.1 - Canal 13
- 13.2 - T13 en vivo